# Fitnessgerät
Ein Fitnessgerät ist ein Sportgerät mit der Zweckbestimmung, entweder bestimmte Muskel-Regionen anzuregen und zu kräftigen, die aerobe Ausdauer zu steigern oder Fett zu verbrennen. Ohne genaue Anleitung durch einen Trainer können durch falsches Training schwerwiegende gesundheitliche Probleme auftreten. Menschen mit Herzproblemen sollten diese Geräte nur nach ärztlicher Beratung nutzen.

## Fitnessgeräte

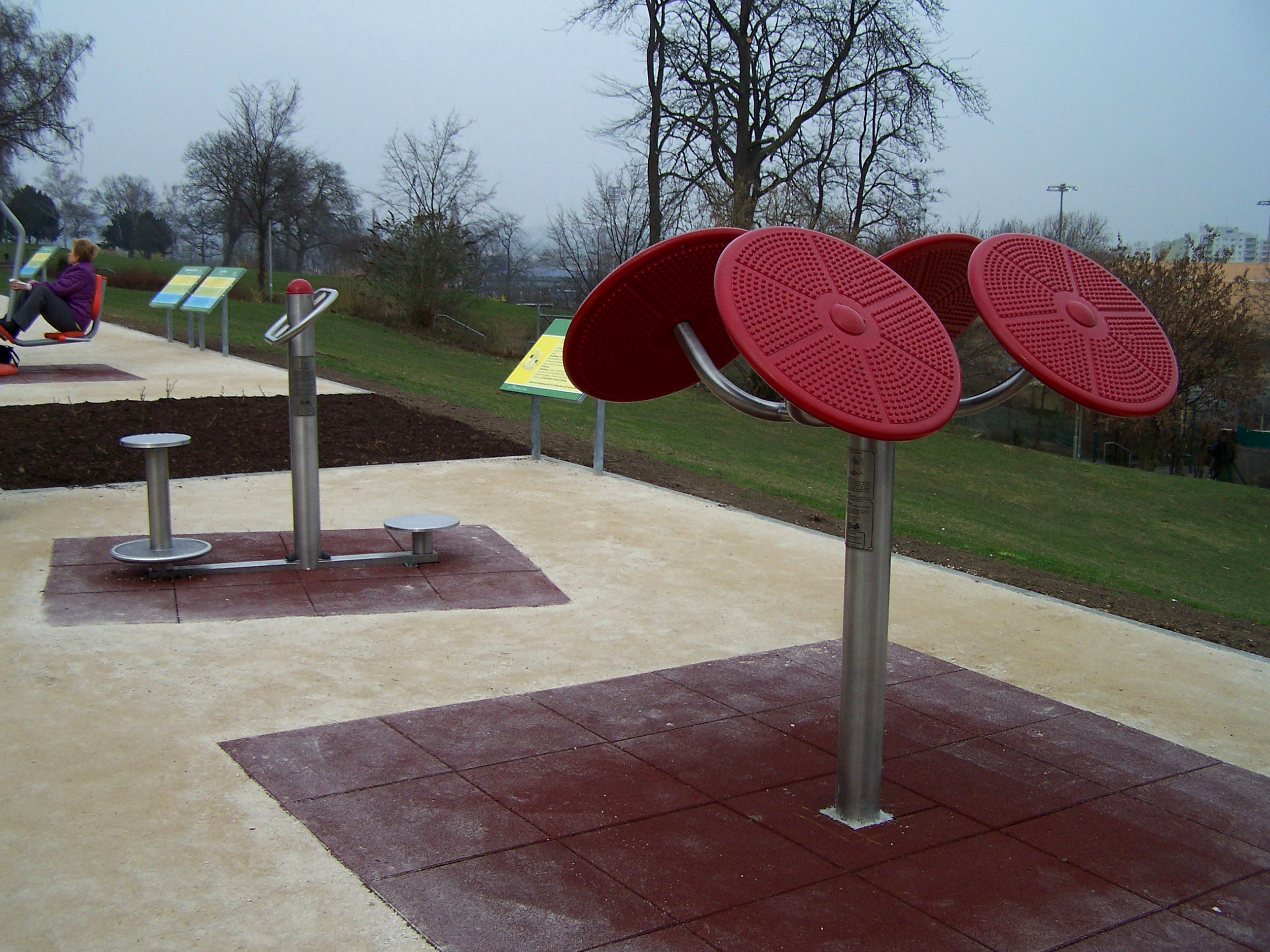
Öffentliche Fitnessgeräte für Senioren in einem Parcours am Bornheimer Hang

Bekanntere Marken die auch in Fitnessudios zum Einsatz kommen sind Technogym aus Italien und Cybex International aus den USA. Auswahl von Geräten aus dem Fitnessstudio:

### Fitnessgeräte für den Muskelaufbau
- Beinpresse
- Hantelbank
- Hantel
- Kabelzugstation
- Latzuggerät
- Multi-Press Rack
- Medibow
- Stepper
- Kraftstation

### Fitnessgeräte für die Ausdauersteigerung
- Ergometer
- Spin-Bike
- Laufband
- Rudergerät
- Crosstrainer
- Stepper

### Spezial-Fitnessgeräte
- EMS-Trainingsgerät für Training mit Reizstrom

Auswahl von Geräten außerhalb des Fitnessstudios

### Geräte der Trimm-dich-Pfade
- Trimm-dich-Pfad